# Teyba Erkesso
Teyba Erkesso Wako (Arsi, 30 oktober 1982) is een Ethiopische atlete, die is gespecialiseerd in de halve marathon en het veldlopen.
Haar beste prestatie behaalde Erkesso in 2004 door brons te winnen bij de wereldkampioenschappen veldlopen. Met een tijd van 13.11 eindigde ze achter Edith Masai (goud) en Tirunesh Dibaba (zilver).

## Titels
- Wereldkampioene veldlopen - 2003
- Ethiopisch kampioene halve marathon - 2003

## Persoonlijke records
Baan
| Onderdeel | Prestatie | Datum       | Plaats        |
| --------- | --------- | ----------- | ------------- |
| 3000 m    | 8.56,67   | 8 juni 2006 | Kassel        |
| 5000 m    | 15.02,28  | 3 juli 2004 | San Sebastian |
| 10.000 m  | 31.13,67  | 17 mei 2007 | Utrecht       |

Weg
| Onderdeel      | Prestatie | Datum            | Plaats         |
| -------------- | --------- | ---------------- | -------------- |
| 10 km          | 31.51     | 23 mei 2009      | Ottawa         |
| 15 km          | 47.54     | 20 februari 2009 | Ras al-Khaimah |
| 10 Eng. mijl   | 52.55     | 7 april 2002     | Washington     |
| 20 km          | 1:04.09   | 19 februari 2010 | Ras al-Khaimah |
| halve marathon | 1:07.41   | 19 februari 2010 | Ras al-Khaimah |
| 30 km          | 1:41.36   | 17 januari 2010  | Houston        |
| marathon       | 2:23.53   | 17 januari 2010  | Houston        |

Indoor
| Onderdeel | Prestatie | Datum           | Plaats    |
| --------- | --------- | --------------- | --------- |
| 3000 m    | 9.03,82   | 29 januari 2005 | Stuttgart |

## Prestaties

### 10.000 m
- 2007: 5e Afrikaanse Spelen

### 12 km
- 2009:  Bay to Breakers in San Francisco (12 km) – 38.29

### 20 km
- 2003:  Marseille-Cassis (20,3 km) - 1:10.07
- 2006: 10e WK in Debrecen - 1:06.15

### halve marathon
- 1999: 38e WK in Palermo - 1:15.48
- 2001: 20e WK in Bristol - 1:11.15
- 2003: 21e WK in Vilamoura - 1:12.43
- 2004: 15e WK in New Delhi - 1:13.30
- 2010: halve marathon van Ras al-Khaimah - 1.07.41

### marathon
- 2009:  marathon van Houston - 2:24.18
- 2009:  Chicago Marathon - 2:26.56
- 2010:  marathon van Boston - 2:26.11
- 2010:  marathon van Houston - 2:23.53

### veldlopen
- 2002: 10e WK veldlopen (lange afstand) - 27.32
- 2004:  WK veldlopen (korte afstand) - 13.11
- 2004: 5e WK veldlopen (lange afstand) - 27.43
- 2006: 12e WK veldlopen (korte afstand) - 13.12
- 2006: 46e WK veldlopen (lange afstand) - 27.35